# CGC Viareggio 2020-2021
Questa voce raccoglie le informazioni riguardanti del CGC Viareggio nelle competizioni ufficiali della stagione 2020-2021.

## Stagione
Il sodalizio è costretto, a causa della pandemia Covid-19, a retrocedere in Serie A2, per i mancati incassi del Torneo internazionale di calcio e tagliare i costi, per tenere sotto controllo il bilancio. Viene richiamato nel difficile momento Massimo Mariotti ad allenare la squadra. Il CGC Viareggio arriva al 1º posto nel campionato di Serie A2 Girone B con 47 punti in 18 incontri, con 15 vittorie, 2 pareggi, 1 sconfitta. Reti fatte 135, reti subite 48.
Perde la Finale di Coppa Italia di Serie A2 contro H. Vercelli per 5-2.
Perde la partita secca per la promozione in Serie A1 contro HP Matera per 2-1.

## Maglie e sponsor
Lo sponsor ufficiale per la stagione 2020-2021 fu ElettroImpianti GF.
| 1ª divisa | 2ª divisa |

## Organigramma societario
- Presidente: Alessandro Palagi
- Vicepresidente: Massimo Barozzi
- Consiglieri: Renzo Pardini
- Direttore sportivo:
- Segretaria:
- Addetto stampa:

## Organico

### Giocatori
Dati tratti dal sito internet ufficiale della Federazione Italiana Sport Rotellistici.
| N° | Naz.                 | Ruolo    | Sportivo               |  |  |  |
| -- | -------------------- | -------- | ---------------------- |  |  |  |
| 1  | Italia (bandiera)    | Portiere | Emiliano Torre         |  |  |  |
| 91 | Italia (bandiera)    | Esterno  | Giulio Brunoro         |  |  |  |
| 55 | Argentina (bandiera) | Esterno  | Nicolas Ojeda Martinez |  |  |  |
| 9  | Italia (bandiera)    | Esterno  | Samuele Muglia         |  |  |  |
| 10 | Italia (bandiera)    | Portiere | Alessio Carmazzi       |  |  |  |
| 29 | Italia (bandiera)    | Esterno  | Andrea Gemignani       |  |  |  |
| 88 | Italia (bandiera)    | Esterno  | Andrea Deinite         |  |  |  |
| 77 | Italia (bandiera)    | Esterno  | Liam Rosi              |  |  |  |
| 7  | Italia (bandiera)    | Esterno  | Luca Lombardi          |  |  |  |
| 5  | Italia (bandiera)    | Esterno  | Niccolò Puccinelli     |  |  |  |

### Staff tecnico
- 1º Allenatore:  Massimo Mariotti
- 2º Allenatore: n.a.
- Meccanico:  Guido Batori